# Rolf Hammel-Kiesow
Rolf Hammel-Kiesow (* 19. März 1949 in Stuttgart-Bad Cannstatt; † 2. April 2021 in Lübeck) war ein deutscher Historiker.

## Leben und Wirken
Rolf Hammel-Kiesow studierte Geschichte, Germanistik und Politische Wissenschaft an der Universität Heidelberg. Dort wurde er bei Hermann Jakobs promoviert. Von 1978 bis 1984 war er im Amt für Vor- und Frühgeschichte der Hansestadt Lübeck, danach im Amt für Denkmalpflege tätig. Ab 1993 war er Leiter der Forschungsstelle für die Geschichte der Hanse und des Ostseeraums in Lübeck und zugleich stellvertretender Leiter des Archivs der Hansestadt Lübeck mit dem Schwerpunkt „Geschichte der Hanse und des Ostseeraums“. 2016 ging er in den Ruhestand. Seine Nachfolgerin als Leiterin der nun beim Europäischen Hansemuseum angesiedelten Forschungsstelle wurde zum 1. Juli 2017 die Hansehistorikerin Angela Huang.
Hammel-Kiesow erhielt 1994 einen Lehrauftrag am Historischen Seminar der Universität Kiel. Seit März 2008 lehrte er dort als Honorarprofessor. Von 2010 bis 2019 war er Vorsitzender des Hansischen Geschichtsvereins. Er leitete die Erstellung der wissenschaftlichen Konzeption für das Europäische Hansemuseum.

## Schriften
Monographien
- Die Hanse (= Beck’sche Reihe. 2131). Beck, München 2000, ISBN 3-406-44731-7 (6. Aufl. 2021).
- Silber, Gold und Hansehandel. Lübecks Geldgeschichte und der große Münzschatz von 1533/37. Schmidt-Römhild, Lübeck 2003, ISBN 3-7950-1254-6.
- mit Matthias Puhle, Siegfried Wittenburg: Die Hanse. 2., überarbeitete Auflage. Theiss, Darmstadt 2015, ISBN 978-3-8062-2572-3.
- mit Gisela Graichen: Die deutsche Hanse. Eine heimliche Supermacht. 3. Aufl. Rowohlt, Reinbek 2015, ISBN 978-3-498-02519-9.

Herausgeberschaften
- mit Stephan Selzer: Hansischer Handel im Strukturwandel vom 15. zum 16. Jahrhundert (= Hansische Studien. Band 25). Porta Alba Verlag, Trier 2016, ISBN 978-3-933701-52-7.
- mit Michael Hundt: Das Gedächtnis der Hansestadt Lübeck. Festschrift für Antjekathrin Grassmann zum 65. Geburtstag. Schmidt-Römhild, Lübeck 2005, ISBN 3-7950-5555-5.
- Seefahrt, Schiff und Schifferbrüder. 600 Jahre Schiffergesellschaft zu Lübeck. 1401–2001. Schiffergesellschaft zu Lübeck, Lübeck 2001, ISBN 3-00-008035-X.